# Pfarrplatz (Linz)

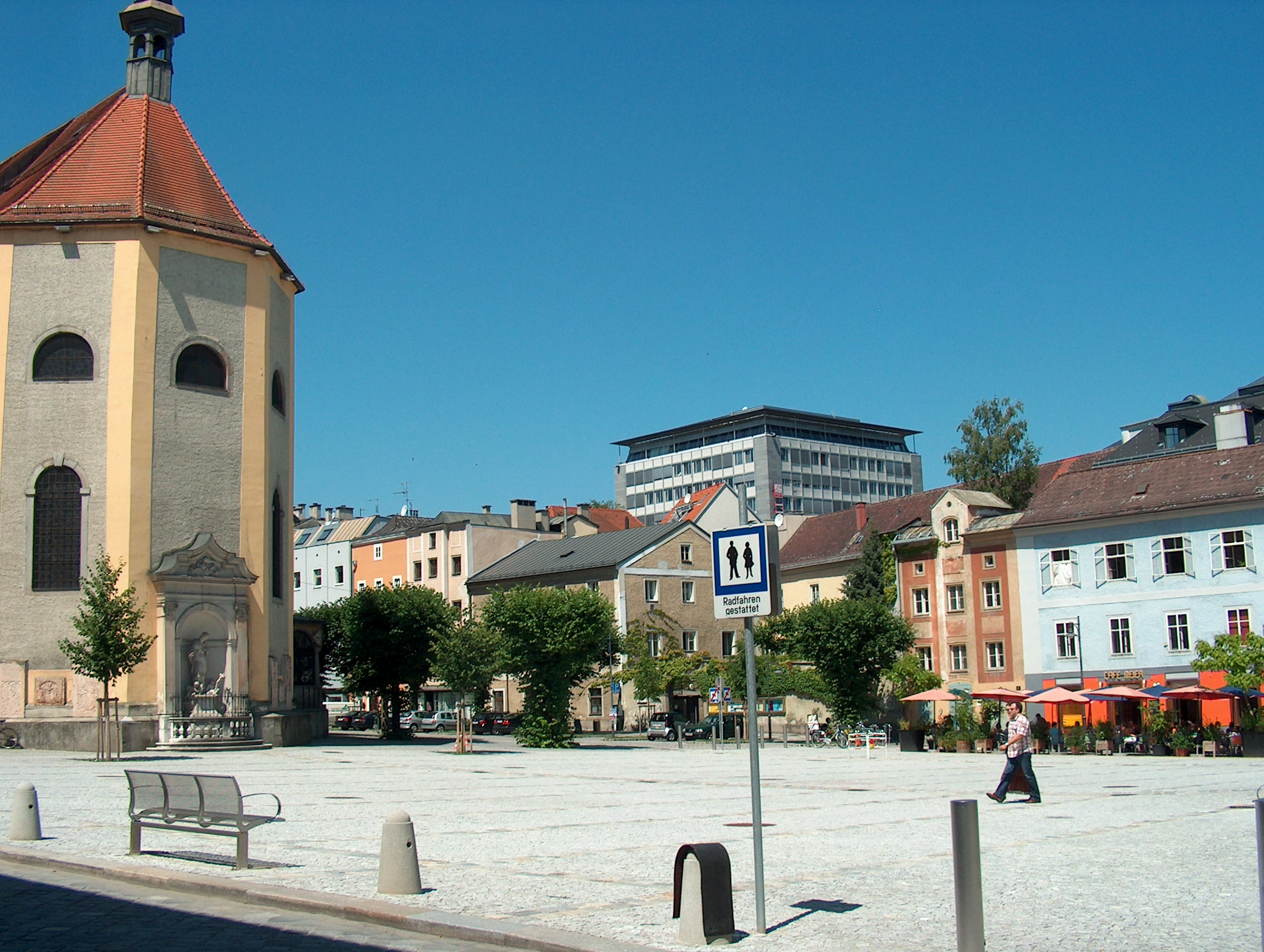
Pfarrplatz

Der Pfarrplatz ist ein zentraler öffentlicher Platz in der oberösterreichischen Landeshauptstadt Linz.

## Lage
Der Platz ist rundum die Stadtpfarrkirche angelegt. Neben dieser prägen das ehemalige Jesuitenkloster (heute Kunstuniversität) sowie zahlreiche, großteils denkmalgeschützte, historische Bürgerhäuser das Ensemble.